# سیارک ۱۶۹۹
سیارک ۱۶۹۹ (به انگلیسی: 1699 Honkasalo، نامگذاری:1941QD) هزار و ششصد و نود و نهمین سیارک کشف شده‌است که در ۲۶ اوت ۱۹۴۱ کشف شد.
قدر مطلق سیارک برابر ۱۲٫۵۰ است.